# Briatexte
Briatexte (okzitanisch: Britèsta) ist eine französische Gemeinde mit 1.948 Einwohnern (Stand: 1. Januar 2022) im Département Tarn in der Region Okzitanien. Sie gehört zum Arrondissement Castres und zum Kanton Graulhet. Die Einwohner werden Briatextois und Briatextoises genannt.

## Geografie
Briatexte liegt in der Région naturelle Castrais am Dadou, einem Nebenfluss des Agout. An der südlichen Gemeindegrenze verläuft das Flüsschen Assou. Die Gemeinde befindet sich etwa 42 km nordöstlich von Toulouse und etwa 27 km südwestlich von Albi. Umgeben wird Briatexte von den Nachbargemeinden Puybegon im Norden und Nordwesten, Graulhet im Osten, Cabanès im Süden und Südosten, Fiac im Süden sowie Saint-Gauzens im Westen und Südwesten.
Durch die Gemeinde führt die frühere Route nationale 631 (heutige D631).

## Geschichte
Briatexte ist eine Bastide, die 1287 von Simon de Briseteste, dem Seneschall von Carcassonne, für König Philipp IV. gegründet wurde. Die Siedlung wurde an Stelle des früheren Katharerdorfes Touelles errichtet. Im 14. Jahrhundert wurde der Ort befestigt.
Während der Hugenottenkriege wurde Briatexte 1622 belagert. Die Bewohner waren zum Protestantismus konvertiert.

## Bevölkerungsentwicklung
| 1962 | 1968 | 1975 | 1982 | 1990 | 1999 | 2006 | 2013 | 2020 |
| ---- | ---- | ---- | ---- | ---- | ---- | ---- | ---- | ---- |
| 1340 | 1546 | 1791 | 1865 | 1800 | 1662 | 1701 | 2027 | 2011 |

## Sehenswürdigkeiten
- Kirche Notre-Dame de Beaulieu
- Ehemaliges Schloss
- Ehemalige Mühle am Dadou, heute Wasserkraftwerk André Cantayre

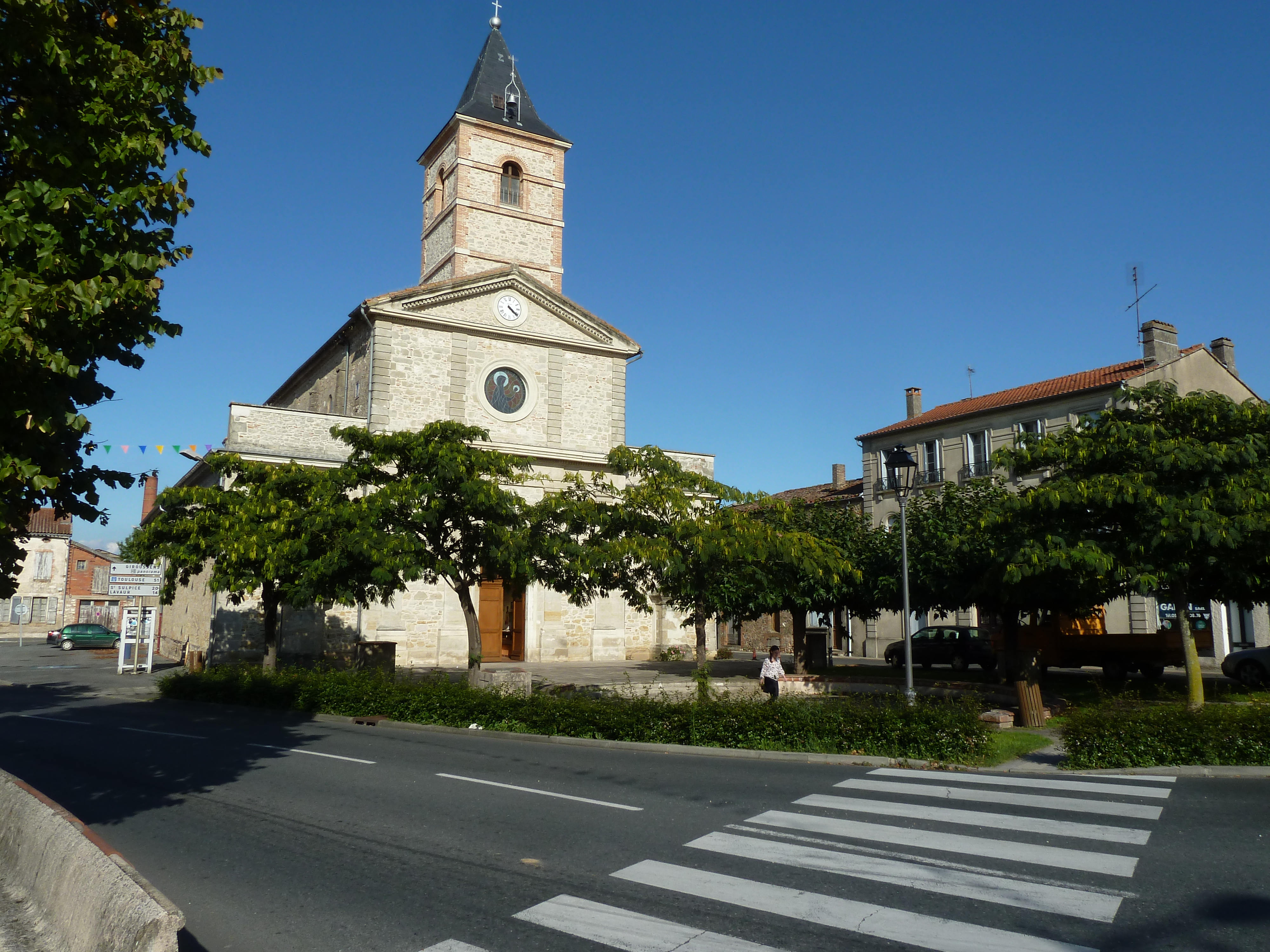
Kirche Notre-Dame
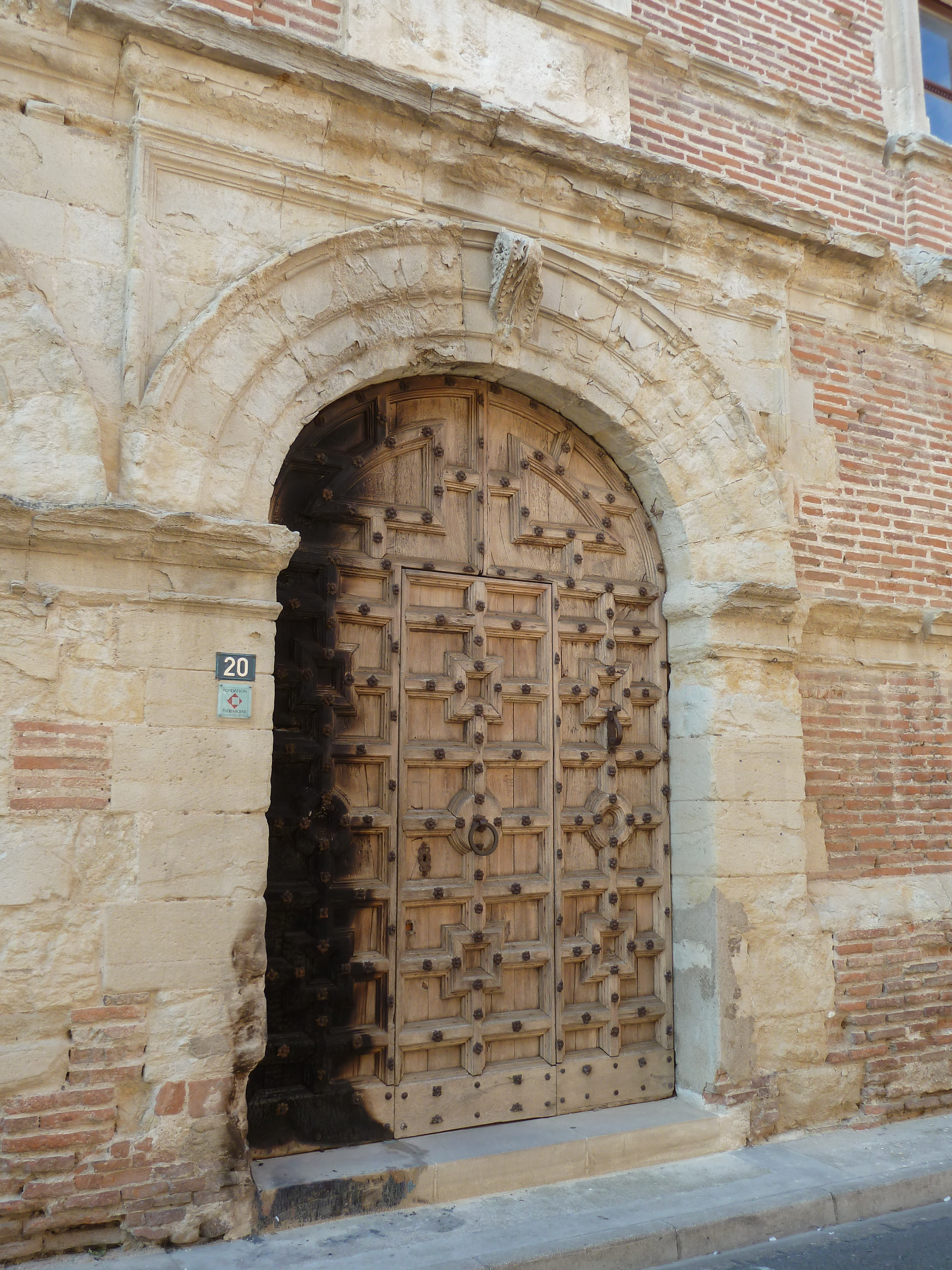
Tor des ehemaligen Schlosses
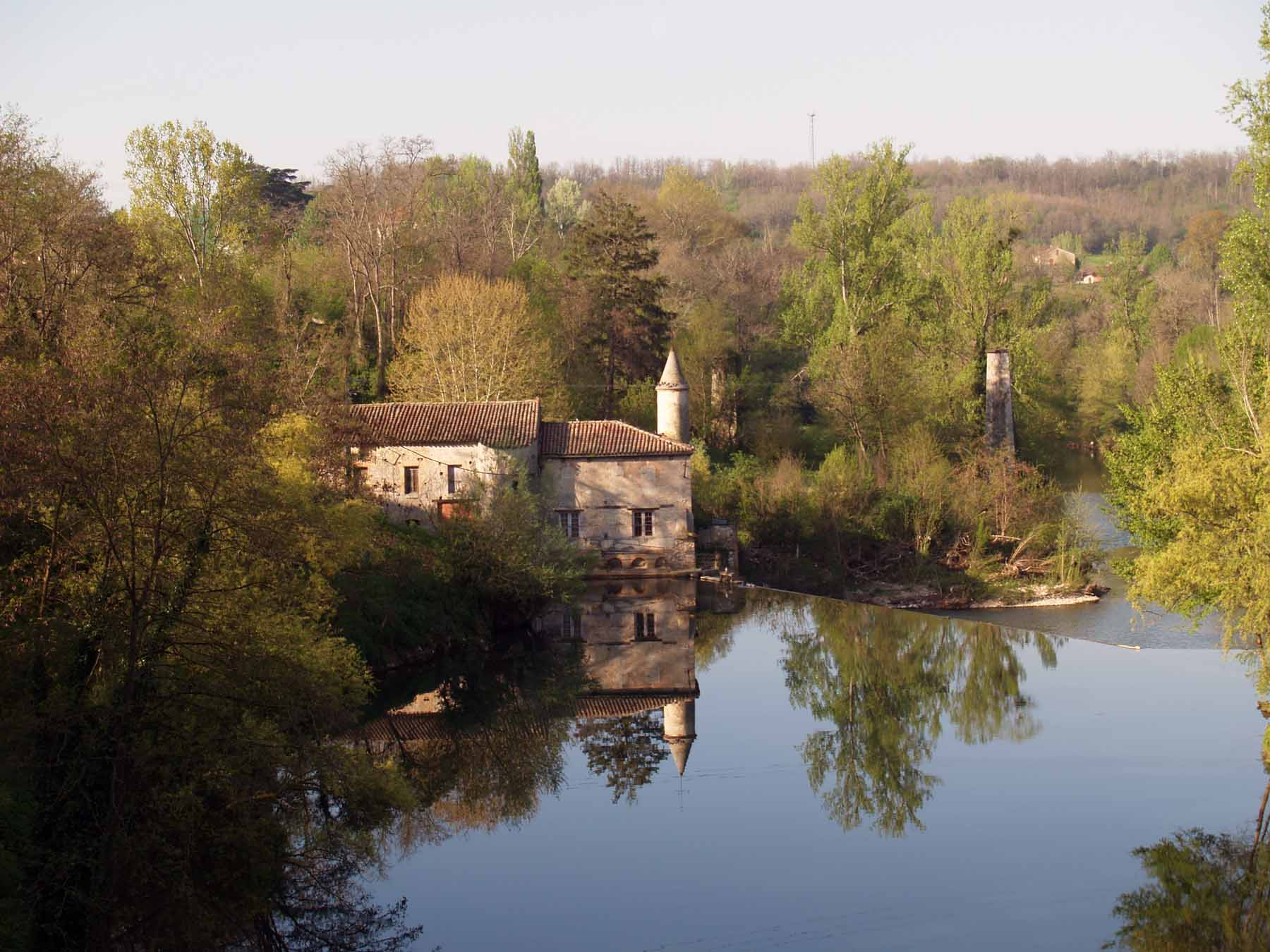
Ehemalige Mühle am Dadou

## Persönlichkeiten
- Gilles Barthe (1906–1993), Erzbischof von Monaco und Bischof von Fréjus-Toulon, geboren in Briatexte